# Mohamed Ezzarfani
Mohamed Ezzarfani (Nador, Marruecos, 15 de noviembre de 1997), más conocido como  Moha, es un futbolista marroquí que juega de delantero en el C. E. Manresa de la Tercera Federación.

## Trayectoria
Natural de Nador y crecido en Martorell, Barcelona, se formó en las canteras del C. F. Martorell, F. P. Hermes y C. F. Damm en la que formó parte de su juvenil, hasta que en verano de 2016 firmó por el F. C. Badalona.
En julio de 2017 fichó por el F. C. Barcelona para su filial. Debido a un problema de fichas, fue cedido al Hércules C. F. para disputar la temporada 2017-18. Marcó 5 goles en los 25 partidos que jugó antes de regresar a la disciplina azulgrana.
El 30 de agosto de 2018 rescindió su contrato sin llegar a debutar. Un día después se incorporó al R. C. D. Espanyol "B" firmando un contrato por dos temporadas. El 29 de noviembre de 2019 debutó con el primer equipo del R. C. D. Espanyol en un encuentro frente al Ferencváros correspondiente la quinta jornada de la Liga Europa de la UEFA.
El 9 de septiembre de 2020 llegó cedido al C. D. Mirandés para competir durante una temporada en la Segunda División. El curso siguiente se desvinculó de la entidad blanquiazul y firmó por el C. E. Sabadell F. C.
El 3 de enero de 2023, tras llevar desde el inicio de campaña sin equipo, fichó por el C. D. Tudelano. Allí completo la temporada y en agosto se marchó al Baladeyet El-Mahalla que había ascendido a la Liga Premier de Egipto. Esta experiencia fue breve y en noviembre regresó a España para jugar en el Cerdanyola del Vallès F. C.
De cara a la temporada 2024-25, se unió al C. E. Manresa.

## Clubes
| Club                        | País   | Año       |
| --------------------------- | ------ | --------- |
| C. F. Badalona              | España | 2016-2017 |
| F. C. Barcelona "B"         | España | 2017-2018 |
| Hércules C. F. (cedido)     | España | 2017-2018 |
| R. C. D. Espanyol "B"       | España | 2018-2021 |
| C. D. Mirandés (cedido)     | España | 2020-2021 |
| C. E. Sabadell F. C.        | España | 2021-2022 |
| C. D. Tudelano              | España | 2023      |
| Baladeyet El-Mahalla        | Egipto | 2023      |
| Cerdanyola del Vallès F. C. | España | 2023-2024 |
| C. E. Manresa               | España | 2024-     |